# 相里金
相里金（9世纪？—940年9月29日），字奉金，唐朝末年至五代十国后唐、后晋将领，并州人。
相里金为人勇悍果敢，能屈节下士。唐昭宗景福初年，李克用置五院兵，相里金首先被选中为五院军队长。跟随唐庄宗攻下夹寨，得补为小校，后参与对后梁的柏鄉之戰及胡柳陂之战，以功授为黄甲指挥使。同光年间，统帐前军攻克中都，赐忠勇拱卫功臣、检校刑部尚书。同光二年（924年），自羽林都虞候出为忻州刺史。当时诸州都是武人执政，部曲侵公肥私，他的部曲私属，都不让他们干预民事，只是给他们财物，分掌家事，故百姓得安。应顺元年，为陇州防御使，唐末帝在凤翔起兵，传檄邻道，诸侯没有响应的，相里金派遣判官薛文遇相助。末帝即位，擢升为陕州保义军节度使加检校太保。清泰三年（936年）夏，石敬瑭在太原起兵，唐末帝发兵相攻，以相里金为太原四面步军都指挥使。石敬瑭即位，相里金改镇晋州建雄军节度使，受代回京，罢为诸卫上将军，加开府仪同三司，官至检校太尉。爵列开国公，勋为上柱国。天福五年八月廿五戊午日，去世。赠太师。